# Ricola macrops
Ricola macrops är en fiskart som först beskrevs av Regan, 1904.  Ricola macrops ingår i släktet Ricola och familjen Loricariidae. Inga underarter finns listade i Catalogue of Life.